# Vegard Skjerve
Vegard Skjerve (Rennebu, 22 maggio 1988) è un ex calciatore norvegese, di ruolo difensore.

## Carriera

### Club
Prodotto delle giovanili del Rosenborg, Skjerve è passato all'Haugesund con la formula del prestito in vista del campionato 2008, in 1. divisjon. Ha esordito nel nuovo club il 6 aprile dello stesso anno, disputando da titolare la sfida vinta per 3-1 sul Notodden. Il 27 luglio successivo ha segnato la sua prima rete da professionista: ha siglato infatti il gol del momentaneo 1-1 in casa del Moss, con il match che si è concluso poi con un successo dell'Haugesund per 2-4.
Al termine della stagione, è stato riscattato dallo stesso Haugesund. È rimasto così in squadra anche nella 1. divisjon 2009 e ha contribuito alla vittoria della stessa e alla conseguente promozione in Eliteserien con 28 apparizioni e 3 reti. L'anno seguente ha avuto così l'opportunità di debuttare nella massima divisione locale: il 13 marzo 2010 è stato quindi impiegato da titolare nel pareggio per 0-0 in casa del Brann. Il 31 ottobre 2012 ha rinnovato il contratto che lo legava al club fino al 31 dicembre 2015.
In virtù del piazzamento del campionato 2013, l'Haugesund si è qualificato per l'Europa League 2014-2015: Skjerve ha così potuto esordire nella manifestazioni internazionali per club in data 3 luglio 2014, schierato titolare nell'andata del primo turno di qualificazione alla stessa, partita disputata in casa dell'Airbus UK Broughton.
Il 30 aprile 2015 ha trovato la prima rete in Eliteserien, con cui ha contribuito al successo per 1-2 sul campo del Bodø/Glimt. Il 29 maggio successivo ha ulteriormente prolungato l'accordo con l'Haugesund, fino al 31 dicembre 2018. In vista del campionato 2016, Skjerve – che era capitano della squadra – ha perso la fascia in favore di William Troost-Ekong, per decisione dell'allenatore Mark Dempsey.
Si è ritirato al termine del campionato 2018.

### Nazionale
Il 12 agosto 2013, Skjerve è stato convocato nella Norvegia Under-23 in vista di una partita valida per l'International Challenge Trophy da disputarsi contro la Turchia. Il 14 agosto è stato così schierato titolare nella sfida, pareggiata per 0-0.

## Statistiche

### Presenze e reti nei club
Statistiche aggiornate al 1º gennaio 2019.
| Stagione         | Club             | Campionato       | Campionato | Campionato | Coppe nazionali | Coppe nazionali | Coppe nazionali | Coppe continentali | Coppe continentali | Coppe continentali | Supercoppe | Supercoppe | Supercoppe | Totale | Totale |
| Stagione         | Club             | Comp             | Pres       | Reti       | Comp            | Pres            | Reti            | Comp               | Pres               | Reti               | Comp       | Pres       | Reti       | Pres   | Reti   |
| ---------------- | ---------------- | ---------------- | ---------- | ---------- | --------------- | --------------- | --------------- | ------------------ | ------------------ | ------------------ | ---------- | ---------- | ---------- | ------ | ------ |
| 2008             | Haugesund        | 1D               | 13         | 1          | CN              | 1+              | 0+              | -                  | -                  | -                  | -          | -          | -          | 14+    | 1+     |
| 2009             | Haugesund        | 1D               | 28         | 2          | CN              | 2+              | 1+              | -                  | -                  | -                  | -          | -          | -          | 30+    | 3+     |
| 2010             | Haugesund        | ES               | 28         | 0          | CN              | 3               | 2               | -                  | -                  | -                  | -          | -          | -          | 31     | 2      |
| 2011             | Haugesund        | ES               | 29         | 0          | CN              | 4               | 0               | -                  | -                  | -                  | -          | -          | -          | 33     | 0      |
| 2012             | Haugesund        | ES               | 27         | 0          | CN              | 3               | 0               | -                  | -                  | -                  | -          | -          | -          | 30     | 0      |
| 2013             | Haugesund        | ES               | 25         | 0          | CN              | 4               | 0               | -                  | -                  | -                  | -          | -          | -          | 29     | 0      |
| 2014             | Haugesund        | ES               | 24         | 0          | CN              | 4               | 0               | UEL                | 1                  | 0                  | -          | -          | -          | 29     | 0      |
| 2015             | Haugesund        | ES               | 25         | 3          | CN              | 1               | 0               | -                  | -                  | -                  | -          | -          | -          | 26     | 3      |
| 2016             | Haugesund        | ES               | 26         | 3          | CN              | 3               | 0               | -                  | -                  | -                  | -          | -          | -          | 29     | 3      |
| 2017             | Haugesund        | ES               | 29         | 2          | CN              | 3               | 0               | UEL                | 4                  | 0                  | -          | -          | -          | 36     | 2      |
| 2018             | Haugesund        | ES               | 22         | 3          | CN              | 4               | 1               | -                  | -                  | -                  | -          | -          | -          | 26     | 4      |
| Totale Haugesund | Totale Haugesund | Totale Haugesund | 276        | 14         |                 | 32+             | 4+              |                    | 5                  | 0                  |            | -          | -          | 313+   | 18+    |
| Totale           | Totale           | Totale           | 276        | 14         |                 | 31+             | 4+              |                    | 5                  | 0                  |            | -          | -          | 313+   | 18+    |

## Palmarès

### Club

#### Competizioni nazionali
- 1. divisjon: 1

Haugesund: 2009